# Битва біля Пуебли
Битва біля Пуебли — битва початкового періоду франко-мексиканської війни, що сталася 5 травня 1862 року в місті Пуебла, перемогу в якій здобули мексиканці.

## Історія

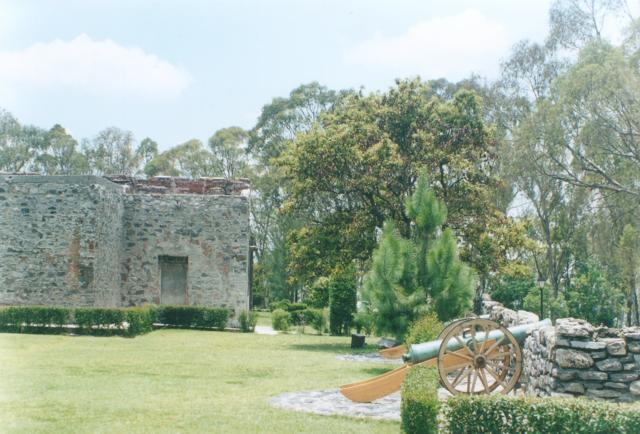
Форт Гваделупе, біля якого йшла битва

1861 року, у відповідь на відмову Мексики розплатитися з боргами, Велика Британія, Іспанія і Франція послали в Мексику війська; вони прибули в січні 1862 року. Новий демократично обраний уряд Беніто Хуареса домовився з англійцями та іспанцями, які швидко відкликали свої армії, але французи залишилися, таким чином розпочавши період французької інтервенції в Мексиці.
Імператор Франції Наполеон III хотів забезпечити французьке панування в колишній іспанській колонії, включаючи відновлення Мексиканської імперії і висунення на престол одного зі своїх родичів, ерцгерцога Максиміліана Фердинанда Австрійського. Впевнені у відносно швидкій перемозі, 6500 французьких солдатів рушили в напрямку Мехіко, щоб захопити столицю до того, як мексиканці змогли б зібрати боєздатну армію.
Під час маршу на Мехіко, біля міста Пуебла французи зіткнулися із запеклим опором малонавчених, але сміливих патріотів під командуванням генерала Ігнасіо Сарагоси. Бій між французькими та мексиканськими арміями відбувся 5 травня 1862 року, коли погано озброєні солдати Сарагоси в кількості 4500 чоловік зіткнулися зі значно краще озброєними французькими військами під командуванням генерала Шарля де Лоренсе.
Однак рухлива і спритна кавалерія Сарагоси змогла зупинити французьких драгунів, тим самим захистивши від них мексиканську піхоту. Відокремивши драгунів від головного місця битви, мексиканці розбили французьку піхоту. Вторгнення було зупинено.

## Наслідки
Попри те, що Сарагоса виграв бій, він програв війну. Французький імператор, після одержання звісток про невдале вторгнення, негайно послав іншу армію, цього разу в кількості 30 000 солдат. До 1864 року вони здобули перемогу над мексиканською армією і зайняли Мехіко. Ерцгерцог Максиміліан був проголошений імператором Мексики.

## В культурі
День битви відзначається як свято Сінко де Майо (П'яте травня) у Мексиці, а також у США (переважно латиноамериканцями південних штатів — на територіях, що належали Мексиці, але згодом анексованих Сполученими Штатами внаслідок Американо-мексиканської війни — в Каліфорнії, Аризоні, Нью-Мексико і Техасі). Від 1930-х років у цей день поруч із міжнародним аеропортом Мехіко проходить інсценування битви.
Битві також присвячений фільм П'яте травня: Битва (2013).